# Август Раш
«Август Раш» (англ. August Rush; може зустрічатись назва «Серпнева лихоманка») — драма режисера Кірстен Шерідан 2007 року, з Фреді Гаймором у головній ролі.

## Сюжет
Молодий харизматичний ірландський гітарист і американська віолончелістка з престижної сім'ї полюбили одне одного. Після чарівної зустрічі в Нью-Йорку, обставини виявляються сильнішими за них і вони змушені розлучитися. Народжена дитина, Еван, за настільки ж нещасливим збігом обставин опиняється в одному з нью-йоркських притулків і намагається знайти своїх батьків за допомогою музики.

## В ролях
- Фреді Гаймор — Еван Тейлор/Август Раш
- Кері Расселл — Лайла Новачек
- Джонатан Ріс-Маєрс — Луїс Коннеллі
- Робін Вільямс — Максвелл «Чарівник» Воллес
- Терренс Говард — Річард Джеффріс
- Вільям Седлер — Томас Новачек
- Меріен Селдес — декан Джульярдської школи
- Майкелті Вільямсон — преподобний Джеймс
- Леон Дж. Томас III — Артур
- Аарон Стетон  — Нік

## Касові збори
В прокаті фільм заробив понад 60 млн доларів. Домашні касові збори перевищили $ 31 млн. Іноземні збори зупинились на позначці $ 34 457 864.

## Нагороди
| Рік  | Премія | Категорія                                          | Результат |
| ---- | ------ | -------------------------------------------------- | --------- |
| 2008 | Сатурн | Найкращий молодий актор або акторка — Фреді Гаймор | Перемога  |
| 2008 | Сатурн | Найкраща музика                                    | Номінація |
| 2008 | Оскар  | Найкраща пісня — «Raise It Up»                     | Номінація |